# 2-Cloroetanol
2-Cloroetanol é um composto organoclorado com a fórmula HOCH2CH2Cl. Este líquido incolor tem um odor agradável de éter. É miscível com água. A molécula é bifuncional, consistindo tanto dos grupos funcionais cloreto de alquila como de um álcool. 